# Maroko Hiszpańskie
Maroko Hiszpańskie (arab. الاحتلال الاسباني للمغرب, hiszp. Protectorado español de Marruecos) – dawna kolonia Hiszpanii w Afryce Północnej.
| Okręg  | Populacja |
| ------ | --------- |
| Gomara | 131 692   |
| Lucus  | 229 497   |
| Quert  | 265 264   |
| Rif    | 154 602   |
| Yebala | 229 062   |
| Razem  | 1 010 117 |

W 1956 r., gdy Maroko uzyskało niepodległość, żyło w nim co najmniej 150 tys. Hiszpanów, z czego w Maroku Hiszpańskim 80 tys., w Maroku Francuskim 50 tys., a w mieście międzynarodowym Tánger 20 tys., zaś łączna populacja Maroka wynosiła 11,6 mln.

## Historia

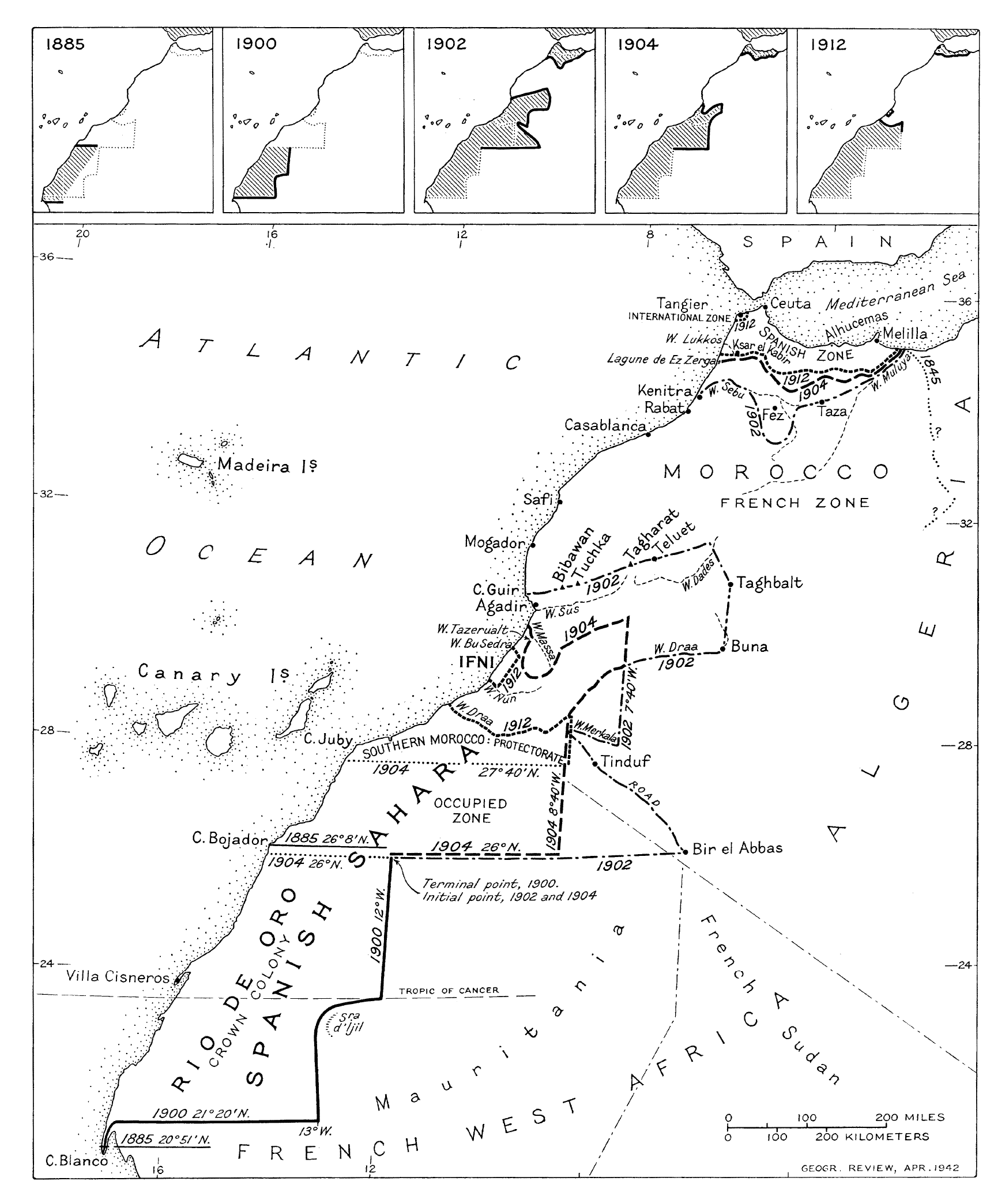
Hiszpańskie zmiany granic terytorialnych w Afryce Północno-Zachodniej na mocy traktatów z 1885, 1900, 1902, 1904 i 1912 r.

Na mocy Traktatu z Fezu w 1912 Hiszpania objęła protektoratem północne (w rejonie Cieśniny Gibraltarskiej) i południowe (na granicy z Saharą Hiszpańską) Maroko. Obie części były oddzielone od siebie terytoriami marokańskimi pod protektoratem francuskim (Maroko Francuskie). Stolicą kolonii było Tetuan. W latach 1921–1926 na północy trwała wojna z plemionami zamieszkującymi góry Rif, czego efektem była czasowa secesja tego obszaru pod nazwą Republika Rifu.
W 1955 populacja Maroka Hiszpańskiego, w tym ludność europejska, liczyła ok. 1 mln mieszkańców.
Gdy w 1956 Francuzi wycofali się z południowej części Maroka, Hiszpania przekazała Maroku swoje terytorium, zachowując jednak Ceutę, Melillę, Ifni i region Tarfaja. Szybko wybuchły walki z Marokiem o te terytoria. W 1958 Hiszpanie wycofali się z Tarfai, zaś w 1969 z Ifni. Ceuta i Melilla nadal należą do Hiszpanii.